# Limnebius acupunctus
Limnebius acupunctus är en skalbaggsart som beskrevs av Perkins 2004. Limnebius acupunctus ingår i släktet Limnebius och familjen vattenbrynsbaggar. Inga underarter finns listade i Catalogue of Life.